# Chiesa di Santo Stefano (Casale Monferrato)
La chiesa di Santo Stefano è un edificio religioso cattolico situato nel comune di Casale Monferrato in Piemonte. L'attuale edificio, realizzato nel XVII secolo su progetto del canonico Sebastiano Guala, sostituì una precedente chiesa edificata nel XII secolo. 
Interessante l'interno in cui sono ospitate diverse opere d'arte, tra cui: quindici tondi di Pier Francesco Guala in cui vennero raffigurati profeti e santi, e una pala per un altare laterale di Guglielmo Caccia in cui il soggetto è una Santa Lucia coi Santi Crispino e Crispiniano. Il pittore veronese Giovan Francesco Caroto fu invece l'autore della pala dell'altare maggiore in cui rappresentò un San Sebastiano, considerata uno dei capolavori dell'artista.